# 卡尔穆-达卡舒埃拉
卡尔穆-达卡舒埃拉（葡萄牙語：Carmo da Cachoeira）是巴西米纳斯吉拉斯州的一个市镇。总面积505.947平方公里，总人口11656人，人口密度23人/平方公里。